# Присно 2
При́сно 2 (бел. Прысна 2) — деревня Пашковского сельского совета Могилёвского района Могилёвской области. Расположена в 5 километрах на запад от города Могилёва.
Рядом с деревней проходит автомобильная дорога Р123 Присно — Мосток — Дрибин — Горки.

## История
Деревня основана в конце 1920-х годов в результате раздела деревни Присно на две — Присно 1 и Присно 2. В 1930 году здесь организован колхоз им. С. М. Будённого, который в 1933 году объединял 16 хозяйств. Работала кузница. Во время Великой Отечественной войны с июля 1941 года по 27 июня 1944 года деревня была оккупирована немецкими войсками. В 1990 году здесь было 106 дворов и 330 жителей, относилась к совхозу им. В. Володарского (центр в деревне Новое Пашково). Здесь размещалась ферма крупного рогатого скота, клуб, начальная школа, фельдшерско-акушерский пункт, магазин.